# Juan Carlos Martínez
Juan Carlos Sánchez Martínez (ur. 27 lipca 1987 w Calvii) – hiszpański piłkarz grający na pozycji bramkarza.
Obecnie występuje w klubie Realu Oviedo w Segunda División.

## Kariera
Karierę zaczynał jako junior w klubie Playas Calviá, skąd przeniósł się do Villarreal CF.
W pierwszym zespole zadebiutował 13 kwietnia 2008 roku przeciwko UD Almería zmieniając Diego Lópeza w 18 minucie. Mecz skończył się porażką 0:1.
Obecnie jest w zespole trzecim bramkarzem po Diego Lópezie, oraz Urugwajczyku Sebastiánie Vierze.